# Beit Aryeh-Ofarim
Beit Aryeh-Ofarim (en hebreu: בית אריה-עופרים) és un és un assentament israelià situat en l'Àrea de Judea i Samaria, a Cisjordània. Fundat l'any 1981, va ser declarat consell local en 1989 i en 2004 es va fusionar amb Ofarim. Segons l'Oficina Central d'Estadístiques d'Israel, al desembre de 2010 comptava amb una població total de 3.900 habitants. El poblat va ser nomenat en honor d'Aryeh Ben-Eliezer, un líder sionista nascut a Lituània, que va ser membre del Kenésset en les dècades de 1950 i 1960.